# Semeniw
Semeniw (ukr. Семенів, pol. hist. Semenów) – wieś na Ukrainie, w obwodzie chmielnickim, w rejonie biłohirskim.